# Mathematische Physik
Die mathematische Physik beschäftigt sich mit mathematischen Problemen, die ihre Motivation oder ihre Anwendung in der (theoretischen) Physik haben. Von besonderer Bedeutung sind dabei einerseits die mathematisch rigorose Formulierung physikalischer Theorien und die Analyse zugrundeliegender mathematischer Strukturen, und andererseits die Anwendung mathematischer Lösungsmethoden und Strategien auf physikalische Fragestellungen. Weiterhin werden im Rahmen der mathematischen Physik Ideen aus der (zumeist theoretischen) Physik aufgegriffen, die dann als Motivation zur Erstellung neuer mathematischer Konzepte dienen. Aufgrund dieser Natur kann die mathematische Physik sowohl als Teilgebiet der Mathematik als auch der Physik angesehen werden.

## Fragestellungen der mathematischen Physik
Die mathematische Physik befasst sich mit der mathematisch strengen Behandlung von Modellen physikalischer Phänomene. Die Übergänge zur theoretischen Physik sind dabei fließend.
Eine Liste offener Probleme veröffentlichte 1984 bzw. 2000 Barry Simon (siehe Simon-Probleme).
Wichtige Teilgebiete der mathematischen Physik sind:

### Klassische Mechanik
In der klassischen Mechanik finden vor allem Methoden der Differentialgeometrie und der Theorie von Lie-Gruppen Verwendung. Konkret wird der Phasenraum eines physikalischen Systems durch eine symplektische- oder eine Poisson-Mannigfaltigkeit modelliert, auf der unter Umständen eine Lie-Gruppe wirkt. So können beispielsweise die Auswirkungen von Symmetrien und Zwangsbedingungen eingehend studiert werden. Ein weiteres Forschungsfeld ist die Stabilitätstheorie dynamischer Systeme, wie etwa unseres Sonnensystems.

### Klassische Feldtheorien
Zum Verständnis der verschiedenen klassischen Feldtheorien wie Elektro- und Hydrodynamik oder klassischen Yang-Mills-Theorien ist ein breites Spektrum an mathematischen Grundlagen, insbesondere aus der Theorie partieller Differentialgleichungen, der Variationsrechnung, Distributionentheorie, Fourieranalysis sowie der Hauptfaserbündel erforderlich. Aus diesem Gebiet stammen einige der wichtigsten ungelösten Fragen der Mathematik: Die Frage nach Existenz und Regularität von Lösungen der Navier-Stokes-Gleichungen beispielsweise ist eines der sieben Millennium-Probleme des Clay Mathematics Institute.

### Allgemeine Relativitätstheorie
Die allgemeine Relativitätstheorie basiert auf der Pseudo-riemannschen Geometrie. Neben der Lösungstheorie der Einsteinschen Feldgleichungen werden differentialtopologische Methoden und Singularitäten-Theoreme aus der Mathematik benutzt, um Aussagen über die globale Topologie des Universums oder schwarze Löcher zu erhalten.

### Quantenphysik
Die Quantenphysik erlaubt die Beschreibung der Natur auf atomaren Skalen. Ihre mathematische Formulierung nutzt unter anderem die Spektraltheorie von unbeschränkten Operatoren auf Hilberträumen, insbesondere von Schrödingeroperatoren. Weiterhin sind C*-Algebren und die Darstellungstheorie von Lie-Gruppen und Lie-Algebren von zentraler Bedeutung. Die mathematische Physik beschäftigt sich weiterhin mit der mathematisch rigorosen Formulierung von axiomatischen Quantenfeldtheorien, wie der algebraischen Quantenfeldtheorie oder der konstruktiven Quantenfeldtheorie, sowie der Analyse verschiedener Quantisierungsmethoden, etwa in Bezug auf klassischen Limes oder Wohldefiniertheit.
Auch aus diesem Bereich stammt eines der Millennium-Probleme, nämlich das Yang-Mills-Existenz- und Massenlückeproblem, welches nach einem Beweis der Existenz einer Massenlücke in den quantisierten Versionen der Yang-Mills-Gleichungen sucht.
Ein aktives Gebiet der Forschung ist die "Deformationsquantisierung" (siehe Sternprodukt).

### Statistische Physik
Systeme vieler wechselwirkender Teilchen werden durch die statistische Physik beschrieben. Zentrale Fragestellungen sind Existenz und Eigenschaften von Phasenübergängen, Symmetriebrechung und, für Systeme endlicher Teilchenzahl, eines thermodynamischen Limes. Einige hier relevante Teilgebiete der Mathematik sind die Theorie stochastischer Prozesse oder Zufallsmatrizen.

### Ansätze für neue physikalische Theorien
Die mathematische Physik beschäftigt sich aber nicht nur mit der mathematischen Untersuchung bereits existierender physikalischer Modelle. Vielmehr ist auch die Suche nach neuen Theorien – beispielsweise eine quantenphysikalische Beschreibung der Gravitation – ein wichtiges Arbeitsgebiet, da hier sowohl physikalisches Wissen als auch mathematische Methoden nötig sind. Einige prominente Ansätze sind hier die Stringtheorie, Schleifenquantengravitation, Nichtkommutative Geometrie oder die topologische Quantenfeldtheorie.

## Unterscheidung (Mathematische) Methoden der Physik
Von der eigentlichen mathematischen Physik zu unterscheiden sind die an vielen Hochschulen angebotenen Lehrveranstaltungen und Lehrgänge für (Mathematische) Methoden der Physik, die den Physikern das notwendige mathematische Grundlagenwissen beibringen sollen. Der Schwerpunkt liegt dabei auf einer möglichst breiten und anwendungsbezogenen, speziell auf die Bedürfnisse der Physik zugeschnittenen Darstellung mathematischer Methoden und weniger auf Beweistechniken oder Beweisen von mathematischen Sätzen, wie es in den reinen Mathematik-Vorlesungen der Fall ist. Die jeweiligen Methoden entstammen dabei zum Beispiel aus den Themengebieten Vektorräume und Vektoralgebra, Tensorrechnung, Vektoranalysis und Potentialtheorie, Lineare Algebra, Funktionalanalysis, Funktionentheorie (Residuensatz), spezielle Funktionen (Kugelfunktionen, Legendre-Polynome usw.), gewöhnliche und partielle Differentialgleichungen, Fourieranalyse und Wahrscheinlichkeitstheorie inklusive stochastischer Prozesse. Hingegen der genannten Methoden sind innerhalb des Fachgebiets der mathematischen Physik spezialisierte Methoden zentraler Schwerpunkt und Kernaufgabe der mathematischen Physik.

## Vereinigungen & Institutionen
Die internationale Organisation für mathematische Physik ist die International Association of Mathematical Physics (IAMP), die alle drei Jahre internationale Kongresse veranstaltet.
In Deutschland widmet sich das Max-Planck-Institut für Mathematik in den Naturwissenschaften in Leipzig einigen Aspekten der Mathematischen Physik. In Wien gibt es das Erwin-Schrödinger-Institut für Mathematische Physik auf Initiative von Walter Thirring, der in Wien eine starke Schule mathematischer Physik aufbaute. In Paris hat das Institut Henri Poincaré traditionell einen Schwerpunkt in mathematischer Physik. In England hat das Institute of Physics (IOP) eine eigenständige Special Interest Group (Fachgruppe) namens "Mathematical and Theoretical Physics".
Die ehemalige DMV-Fachgruppe „Mathematische Physik“ nannte es als Ziel, offen zu sein für alle Mathematiker/innen, die an der mathematischen Behandlung von physikalisch motivierten Fragestellungen interessiert sind. Sie förderte den Kontakt zwischen den mathematischen Physikern in Deutschland durch Aktivitäten wie Tagungen, Fachliteratur, Mailing-Liste usw.
Die Kooperation DMV – Deutsche Physikalische Gesellschaft (DPG) soll die Arbeiten in den jeweiligen Fachgebieten vertiefen und verbinden.
Analoge mathematische Fachgruppen (siehe dort) gibt es in anderen Ländern, bzw. auch im Rahmen der (theoretischen) Physik.

## Preise & Auszeichnungen
Die American Physical Society (APS) verleiht den Dannie-Heineman-Preis für mathematische Physik, welcher u. a. bereits an bekannte mathematische und theoretische Physiker wie Murray Gell-Mann, N. N. Bogoljubow, Freeman J. Dyson, Arthur Strong Wightman, Ludwig Dmitrijewitsch Faddejew usw. verliehen wurde.
Die International Association of Mathematical Physics (IAMP) verleiht den Henri-Poincaré-Preis, welcher u. a. vergeben wurde an Rudolf Haag, Elliott H. Lieb etc.
Von der Edinburgh Mathematical Society wird der Whittaker-Preis verliehen.
Das Erwin-Schrödinger-Institut für Mathematische Physik (ESI) der Universität Wien verleiht seit 2020 die Medal of the Erwin Schrödinger Institute for Mathematics and Physics (ESI Medal).
Die American Mathematical Society verleiht seit 2006 den Leonard Eisenbud Prize für Verdienste in der mathematischen Physik.

## Studium & Fachbereiche

### Studium
Ein Studium der mathematischen Physik ist in Deutschland (Stand 2022) an folgenden Universitäten möglich:
- Universität Bielefeld (Masterstudium)[16]
- Universität Hamburg (Masterstudium, Englisch)[17]
- Universität Leipzig (Master in Mathematical Physics seit 2019, Englisch)[18]
- LMU München in Kooperation mit der TU München (Masterstudium, Englisch)[19]
- Eberhard Karls Universität Tübingen (Master in Mathematical Physics seit 2017, Englisch)[20]
- JMU Würzburg (Bachelor- und Masterstudium)[21]

Hinweis: Die Studiengangsnamen können variieren und werden sowohl in Deutsch als auch in Englisch angeboten, z. B. "Mathematical Physics" oder "Mathematische und Theoretische Physik" oder "Theoretical and Mathematical Physics".
Diese Studiengänge beinhalten sowohl Lehrveranstaltungen aus der theoretischen Physik als auch der Mathematik und werden daher in der Regel in Kooperation der Fakultäten für Physik und Mathematik angeboten. Der Fokus liegt hierbei auf dem Wechselspiel beider Disziplinen, wobei der thematische Schwerpunkt allerdings, insbesondere in den Masterstudiengängen, von Universität zu Universität variieren kann. Absolventen dieser Studiengänge sollen idealerweise die Fähigkeit erworben haben, moderne mathematische Konzepte und Strukturen effektiv auf Problemstellungen der theoretischen Physik anzuwenden, was in der Praxis einen Einstieg in aktuelle Forschungsthemen beider Bereiche ermöglicht.

### Fachgruppen
Es existieren weltweit, nebst den genannten deutschen Universitäten, welche explizite Studiengänge in mathematischer Physik anbieten, auch spezialisierte Fachgruppen der mathematischen Physik.

### Weiterbildung (Schools)
Einzelne Universitäten bieten auch Winter- bzw. Sommerakademien an, z. B.
- Summer School in Mathematical Physics, TUM

### Bücher

#### Serien & Gesamtwerke
- Cambridge Monographs on Mathematical Physics, Cambridge UP
- De Gruyter Studies in Mathematical Physics, De Gruyter. (ISSN 2194-3532)
- Jean-Pierre Francoise, Gregory L. Naber, Tsou Sheung Tsun (Hrsg.): Encyclopedia of Mathematical Physics. 5 Bände, Elsevier/Academic Press, 2006
- IRMA Lectures in Mathematics and Theoretical Physics, EMS Press. (ISSN 2523-5141)
- Lehrbuchreihe Methods of modern mathematical physics von Michael Reed und Barry Simon, siehe die Literaturangaben bei Simon.
- Lehrbuchreihe A comprehensive course in analysis von Barry Simon, siehe die Literaturangaben bei Simon.[26]
- Lehrbuchreihe Lehrbuch der mathematischen Physik von Walter Thirring, siehe die Literaturangaben bei Thirring.
- Q-Math-Serie, z. B.
  - M. Demuth, M. Demuth, P. Exner, H. Neidhardt, V. Zagrebnov, International Conference on Mathematical Results in Quantum Mechanics: Mathematical Results in Quantum Mechanics: International Conference in Blossin (Germany), May 17-21, 1993. 1994, ISBN 3-0348-8545-8 (proquest.com).
  - Mathematical results in quantum mechanics: a conference on QMATH-8, mathematical results in quantum mechanics, Universidad Nacional Autonoma de México, Taxco, México, December 10-14, 2001 (= Contemporary mathematics. Band 307). American Mathematical Society, Providence, R.I 2002, ISBN 0-8218-2900-9.
- Progress-in-Mathematical-Physics-Serie, z. B.
  - Philippe Blanchard, Erwin Brüning: Mathematical methods in physics: distributions, Hilbert space operators, and variational methods (= Progress in mathematical physics. v. 26). Birkhäuser, Boston 2003, ISBN 0-8176-4228-5.

#### Generisch
- V. Balakrishnan: Mathematical physics: applications and problems. Springer Nature, S.l. 2021, ISBN 978-3-03039682-4 (englisch).
- Yvonne Choquet-Bruhat, Cécile DeWitt-Morette, Margaret Dillard-Bleick: Analysis, Manifolds and Physics, 2 Bände, Elsevier 1996, 2000
- A. S. Fokas (Hrsg.): Highlights of mathematical physics. American Mathematical Society, Providence, R.I 2002, ISBN 0-8218-3223-9 (englisch).
- Robert Geroch: Mathematical physics (= Chicago lectures in physics). University of Chicago Press, Chicago 1985, ISBN 0-226-28862-5 (englisch).
- Sadri Hassani: Mathematical physics: a modern introduction to its foundations. 2. Auflage. Springer, Cham / Heidelberg / New York / Dordrecht / London 2013, ISBN 978-3-319-01194-3 (englisch).
- S. G. Michlin: Lehrgang der mathematischen Physik. Hrsg.: B. Silbermann, S. Prössdorf, F. Kuhnert. Akademie-Verlag, Berlin 1972, doi:10.1515/9783112471487.
- Steven P. Starkovich: The Structures of Mathematical Physics: An Introduction. Springer International Publishing, Cham 2021, ISBN 978-3-03073448-0, doi:10.1007/978-3-030-73449-7 (englisch).

#### Mathematik
- Ana Bela Cruzeiro, Jean-Claude Zambrini, Ana B. Cruzeiro (Hrsg.): Stochastic analysis and mathematical physics (= Progress in probability). Birkhäuser, Boston / Basel / Berlin 2001, ISBN 0-8176-4246-3 (englisch).
- Richard Courant, David Hilbert: Methoden der mathematischen Physik. Springer, Berlin / Göttingen 1993, ISBN 3-540-56796-8.
- M. J. D. Hamilton: Mathematical gauge theory: with applications to the standard model of particle physics (= Universitext). Springer, Cham 2017, ISBN 978-3-319-68438-3 (englisch).
- Elliott H. Lieb, Michael Loss: Analysis (= Graduate studies in mathematics). American Mathematical Society, Providence, R.I 1997, ISBN 0-8218-0632-7 (englisch).
- Laurent Schwartz: Mathematics for the physical sciences. Dover Publications, Mineola NY 2008, ISBN 978-0-486-46662-0 (englisch).
- S. L. Sobolew: Einige Anwendungen der Funktionanalysis auf Gleichungen der mathematischen Physik. Akademie-Verlag, Berlin 1964.
- Michael Struwe: Variational methods: applications to nonlinear partial differential equations and Hamiltonian systems (= Ergebnisse der Mathematik und ihrer Grenzgebiete). 4. Auflage. Springer, Berlin / Heidelberg 2008, ISBN 978-3-540-74012-4 (englisch).
- Hans Stephani: Differentialgleichungen: Symmetrien und Lösungsmethoden; mit 2 Tabellen. Spektrum, Akad. Verlag, Heidelberg / Berlin 1994, ISBN 3-86025-316-6.
- Gerardo F. Torres del Castillo: Differentiable manifolds: a theoretical physics approach. 2. Auflage. Birkhäuser, Cham 2020, ISBN 978-3-03045192-9.
- Hans Triebel: Analysis und mathematische Physik. 3. Auflage. Birkhäuser, Basel 1989, ISBN 3-0348-5265-7, doi:10.1007/978-3-0348-5265-4.
- W. S. Wladimirow: Gleichungen der mathematischen Physik (= Hochschulbücher für Mathematik). VEB Deutscher Verlag der Wissenschaften, Berlin 1972.

#### QM, QED, QFT
- Huzihiro Araki: Mathematical theory of quantum fields (= The international series of monographs on physics). Clarendon Press, Oxford / New York 1999, ISBN 0-19-851773-4 (englisch).
- Brian C. Hall: Quantum theory for mathematicians (= Graduate texts in mathematics). Springer, New York 2013, ISBN 978-1-4614-7115-8 (englisch).
- John von Neumann: Mathematical foundations of quantum mechanics (= Princeton landmarks in mathematics and physics). Princeton University Press, Princeton Chichester 1996, ISBN 0-691-02893-1 (englisch). (unveränderter Nachdruck der Ausgabe von 1932 bzw. deren englischer Übersetzung von 1955)
- James Glimm, Arthur Jaffe: Quantum Physics. A Functional Integration Point of View. 2. Auflage. Springer, 1987.
- Gerald Teschl: Mathematical methods in quantum mechanics: with applications to Schrödinger operators (= Graduate studies in mathematics). 2. Auflage. American mathematical society, Providence (R.I) 2014, ISBN 978-1-4704-1704-8 (englisch).
  - freie Online-Version (PDF)

- Eugene Paul Wigner: Group theory and its application to the quantum mechanics of atomic spectra (= Pure and applied physics). verbesserte Auflage. Academic Press, New York 1959, ISBN 0-12-750550-4 (englisch).

#### Mechanik & Statistische Physik
- V. I. Arnolʹd: Mathematical methods of classical mechanics (= Graduate texts in mathematics). 2. Auflage. Springer, New York 1997, ISBN 0-387-96890-3 (englisch).
- Elliott H. Lieb, Robert Seiringer: The stability of matter in quantum mechanics. Cambridge University Press, Cambridge UK / New York 2010, ISBN 978-0-521-19118-0.
- Jerrold E. Marsden, Tudor S. Ratiu: Introduction to mechanics and symmetry: a basic exposition of classical mechanical systems (= Texts in applied mathematics). 2. Auflage. Springer, New York / Berlin / Heidelberg 2010, ISBN 978-1-4419-3143-6 (englisch).
- Andreas Knauf: Mathematische Physik: klassische Mechanik (= Masterclass). 2., überarbeitete und ergänzte Auflage. Springer Spektrum, Berlin / [Heidelberg] 2017, ISBN 978-3-662-55775-4.

### Journale
- Preprint: Mathematical Physics(math-ph) seit 1996
- Advances in Theoretical and Mathematical Physics[27]
- Annales Henri Poincaré[28]
- Communications in Mathematical Physics
- International Journal of Geometric Methods in Modern Physics[29]
- Journal of Geometry and Physics[30]
- Journal of Mathematical Physics (AIP)[31]
- Journal of Nonlinear Mathematical Physics[32]
- Journal of Physics A: Mathematical and Theoretical (IOP)[33]
- Journal of Statistical Physics[34]
- Letters in Mathematical Physics[35]
- Reports on Mathematical Physics[36]
- Reviews in Mathematical Physics[37]
- SIGMA (Symmetry, Integrability and Geometry: Methods and Applications)[38]
- Teoreticheskaya i Matematicheskaya Fizika (Theoretical and Mathematical Physics)[39]